# Erwin Jaeger
Erwin Jaeger (* 3. Dezember 1870 in Cöln; † 14. September 1955) war ein deutscher Arzt, Vorstand der Mitteldeutschen Rundfunk AG und sächsischer Skipionier.

## Leben und Wirken
Als Mitbegründer des Sächsischen Skiverbandes hat er wesentlichen Anteil am Aufschwung des Skisports im sächsischen Erzgebirge. Von 1924 bis 1928 war er Vorstand der Mitteldeutschen Rundfunk-AG in Leipzig. Später arbeitete er als praktischer Arzt in Bärenstein und Oberwiesenthal. In letzterer Stadt wurde er zum Ehrenbürger ernannt. Von 1927 bis 1934 war er mit der Konzertsängerin Watteyne verheiratet.